# Hoffmannia lindenii
Hoffmannia lindenii là một loài thực vật có hoa trong họ Thiến thảo. Loài này được (Kuntze) A.P.Davis mô tả khoa học đầu tiên năm 2008.